# Theobald von Bethmann-Hollweg
Theobald von Bethmann-Hollweg (Hohenfinow, 29 novembre 1856 – Hohenfinow, 1º gennaio 1921) è stato un politico tedesco.
Ricoprì numerosi incarichi di prestigio e fu cancelliere del Reich (1909-1917).
Fu un buon governante ma troppo succube ai voleri dell'imperatore Guglielmo II e con una scarsa fermezza nelle sue decisioni.

## I primi anni
Bethmann Hollweg nacque a Hohenfinow, Brandenburgo, figlio dell'ufficiale prussiano d'esercito Felix von Bethmann Hollweg, proveniente da un'importante famiglia di banchieri. Suo nonno era August von Bethmann Hollweg, che era stato un importante riformatore legislativo nonché rettore dell'Università Federico Guglielmo di Berlino, oltre a ricoprire il ruolo di Ministro della Cultura dello stato prussiano.
Sua madre era invece Idabella de Rougemont, una alto-borghese svizzero-francese.
Il giovane Theobald venne educato alla scuola di Schulpforta e poi all'Università di Strasburgo, a quella di Lipsia e a quella di Berlino. Durante i suoi studi superiori ebbe la fortuna di conoscere il principe Guglielmo di Hohenzollern, futuro imperatore Guglielmo II, e diventarne amico, così che la carriera politica gli si dischiuse senza difficoltà.

## L'inizio della carriera politica: 1882-1909
Entrato nel servizio amministrativo prussiano nel 1882, nel 1899 divenne presidente della Provincia di Brandeburgo. In quello stesso anno egli sposò Martha von Pfuel, nipote di Ernst von Pfuel, primo ministro prussiano dell'epoca.
L'amicizia con l'imperatore e con Bernhard von Bülow (cancelliere dal 1900 al 1909) unita a una fedeltà incondizionata a essi, gli permise di diventare ministro dell'interno (1905) e poi del Reich (1907).
Nel 1909, dopo le dimissioni del cancelliere Bernhard von Bülow, Bethmann Hollweg venne nominato a succedergli.

## L'inizio del cancellierato
Durante il biennio 1908 – 1909 Bethmann–Hollweg si mostrò uno dei più solidi alleati dell'imperatore Guglielmo, difendendolo dalle critiche mossegli da più parti e anche dallo stesso cancelliere Bulow.
Quest'ultimo divenne sempre più dissidente nei confronti dell'imperatore Guglielmo II (noto per il suo autoritarismo, tanto da aver licenziato il cancelliere Otto von Bismarck per essersi opposto ai suoi voleri). Dopo l'incidente dell'intervista al Daily Telegraph (27 ottobre 1908), Bülow presentò una prima volta le dimissioni, che furono rifiutate. A seguito di una crisi parlamentare, nel luglio 1909, le presentò nuovamente e questa volta il Kaiser le accettò.

## Lo scoppio della prima guerra mondiale

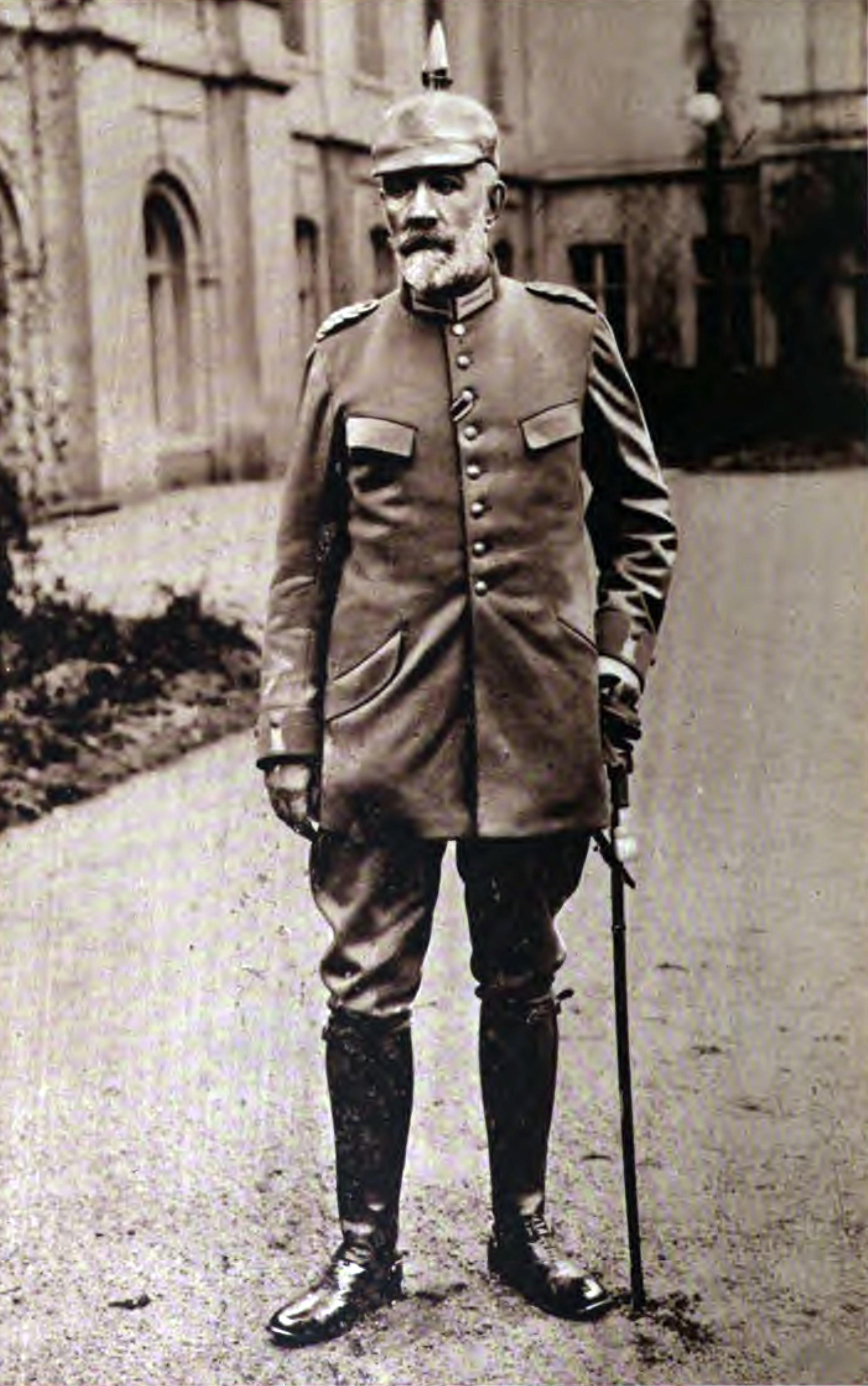
Theobald von Bethmann-Hollweg in uniforme. Il cancelliere non prestò mai servizio effettivo nell'esercito, ma dopo l'inizio della guerra egli venne nominato generale onorario e come tale incominciò a vestire l'uniforme militare.

Guglielmo II, a questo punto, desiderando un cancelliere più accondiscendente, si ricordò del fidato amico Bethmann – Hollweg. Il suo cancellierato, come si può comprendere, fu molto scialbo e allineato ai voleri della Corona. La crisi latente d'inizio Novecento giunse a un punto di rottura con l'esplosione della prima guerra mondiale (giugno 1914), la quale vide coinvolta in prima linea la Germania e lui, che aveva appoggiato l'ultimatum dell'Austria alla Serbia senza neanche consultare il Kaiser; quest'ultimo lo apostrofò dicendo: "Tu hai cucinato questo piatto, adesso dobbiamo mangiarlo".

## Mancato intervento sul genocidio armeno
La Turchia era alleata della Germania nella guerra e stava conducendo una campagna di espulsione e uccisioni a danno degli Armeni dall'inizio del 1915. Malgrado i numerosi dispacci dai diplomatici tedeschi i quali richiedevano alla Germania di prendere posizione su quanto stava accadendo, il Reichskanzler si rifiutò di intervenire nella questione. L'ambasciatore Paul Wolff Metternich così scriveva a Bethmann Hollweg il 7 dicembre 1915 da Costantinopoli: 
 Il 16 dicembre, Bethmann Hollweg scrisse a margine della lettera: 

## La conclusione della guerra
Nel 1916 tentò di trattare, senza successo, con gli Alleati e uguale sorte ebbe un secondo tentativo l'anno dopo. Tuttavia egli si oppose, non sempre in modo esplicito per via del suo carattere indeciso, alla guerra sottomarina indiscriminata, che portò all'entrata in guerra degli Stati Uniti (aprile 1917). Avversato dall'ala conservatrice della politica e dagli alti comandi dell'esercito per la sua moderazione, in seguito venne osteggiato anche dai partiti di sinistra e dal Centro che fino a quel momento lo avevano supportato; queste due frange si unirono per sfiduciare davanti all'imperatore il cancelliere, il quale si dimise il 12 luglio 1917.
Ritiratosi nei Paesi Bassi, morì nel 1921 di polmonite. Adolf Hitler lo considerò, a posteriori, come uno dei principali responsabili della sconfitta bellica della Germania e si riferì a lui come esempio di politico irresoluto e incapace; infatti, quando il 2 settembre 1939 Gran Bretagna e Francia gli consegnarono l'ultimatum in cui gli intimavano di sospendere l'attacco alla Polonia, il Führer esclamò: «La Germania del 1939 non è più la Germania del 1914! E il cancelliere del Reich di oggi non si chiama più Bethmann Hollweg!».